# فهد الشيباني
فهد حزام الشيباني لاعب كرة قدم سعودي، يلعب في خط الدفاع .

## مسيرة اللاعب
لعب سابقاً في نادي الوشم و نادي الكوكب و نادي النهضة.